# Lenningen
Lenningen ist eine Gemeinde im Landkreis Esslingen in Baden-Württemberg, die rund zehn Kilometer südlich von Kirchheim unter Teck liegt. Sie gehört zur Region Stuttgart (bis 1992 Region Mittlerer Neckar) und zur Randzone der europäischen Metropolregion Stuttgart. Nach der Fläche ist Lenningen die drittgrößte Gemeinde im Landkreis. Lenningen ist mit seiner gesamten Gemarkung Teil des Biosphärengebiets Schwäbische Alb und des UNESCO Geoparks Schwäbische Alb.

## Geographie

### Geographische Lage

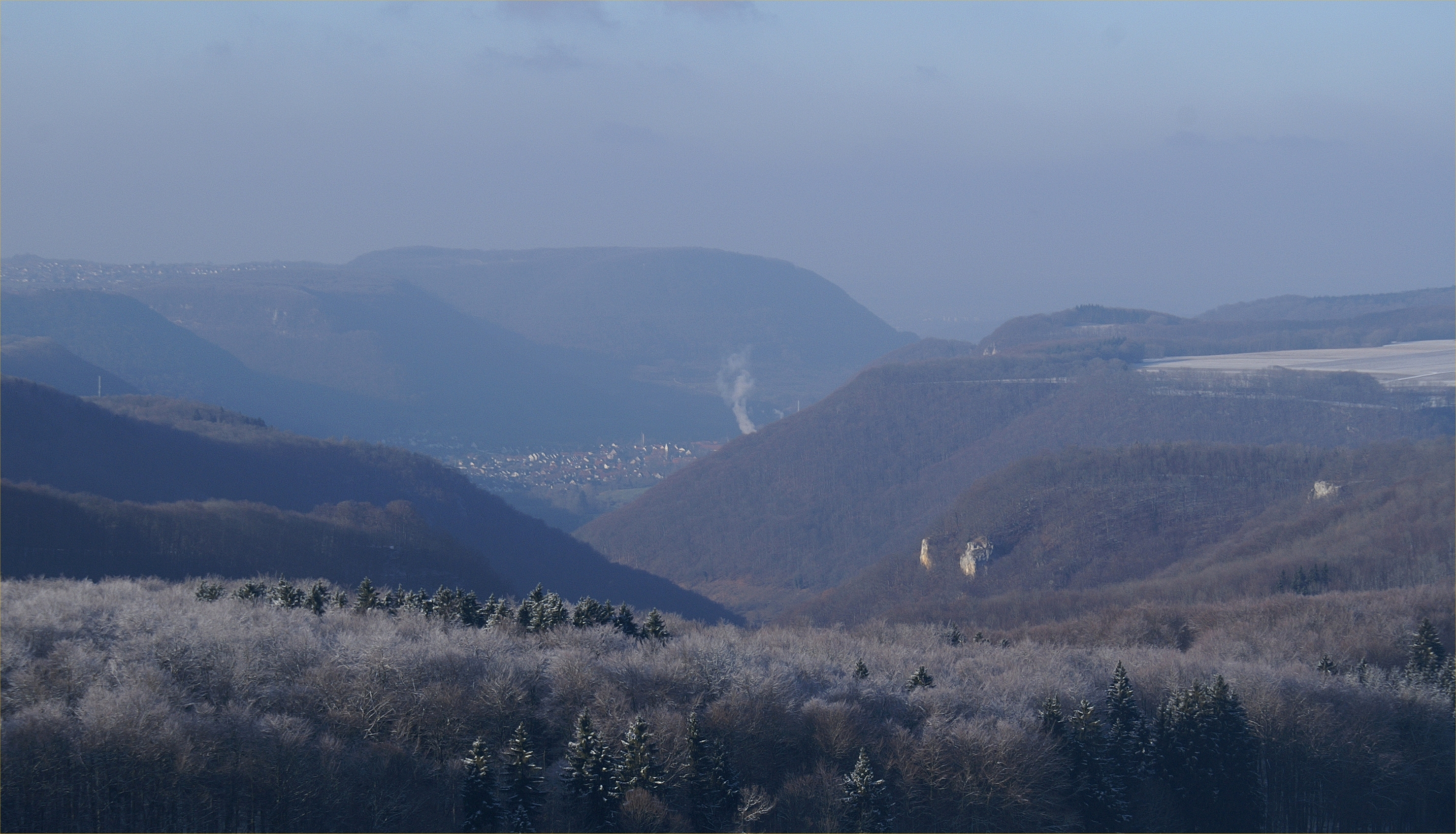
Lenninger Tal

Lenningen liegt am Rande der Schwäbischen Alb in 397 bis 830 m ü. NHN. Auf dem Gemeindegebiet vereinen sich die Gutenberger oder Weiße Lauter und die Schlattstaller oder Schwarze Lauter zur Lauter, die etwa 13 km nordwestlich der Gemeindegrenze in den Neckar mündet.

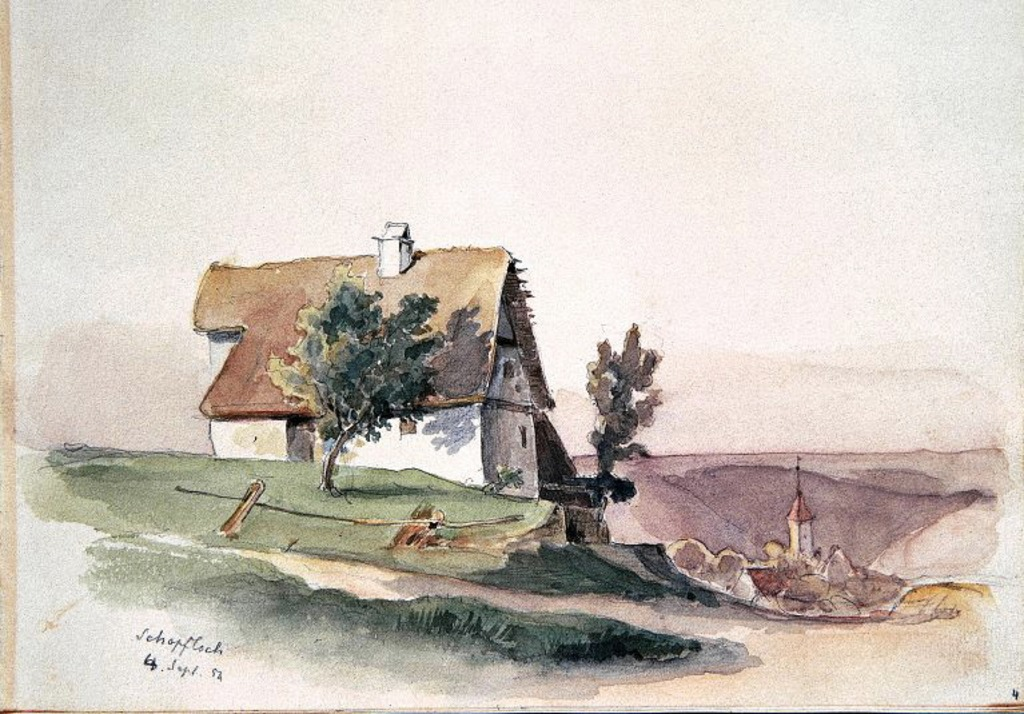
Schopfloch, Zeichnung von Eduard von Kallee, 1854

Das Gemeindegebiet umfasst die gesamten Täler der zwei Quellflüsse und das obere Tal der aus ihnen entstehenden Lauter, es endet im Westen an der oberen Talkante von Weißer Lauter und Lauter; allein ein ca. ¼ km² großer, kompakt mit dem Ortsteil Hochwang bebauter Nordwestsporn von ihm ragt hier in die etwa 700 m ü. NHN hohe Albhochfläche westlich dieses linken Talzugs. Oben an der Südkante der rechten Hochfläche über dem Weißlautertal liegt um 750 m ü. NHN der Ortsteil Schopfloch. Auf dieser Seite des rechten Talzugs gehört außerdem der überwiegende Teil der Albfläche zwischen Lauter- und Lindachtal zur Gemeinde. Hier oben liegen jedoch ansonsten nur noch der deutlich kleinere Weiler Krebsstein sowie wenige verstreute Wohnplätze. Dieser größte Teil der Gemeindefläche ist spärlich besiedelt, die übrigen größeren Ansiedlungen liegen sämtlich in den Tälern: Brucken liegt südlich von Owen zwischen der Teck im Nordosten und dem Albsporn Baßgeige dicht im Südwesten vor der Nordwestgrenze der Gemeinde an der ausfließenden Lauter. Östlich von Brucken befindet sich der höchste Punkt der Gemeinde, das Brucker Hölzle mit 829,9 m ü. NHN. Talaufwärts schließt sich Unterlenningen an, in einer breiten Talspinne aus dem Lautertal und zulaufendem Ehnisbach und Kellental, von der Ruine Sulzburg auf einem Spornrest überragt, und danach Oberlenningen, der größte Ort der Gemeinde, in einer kleineren Talspinne, die vom zulaufenden Tobel-, Schmal- und Hirschtal gebildet wird. In der Ostspitze des Weißlautertals liegt Gutenberg, im schmäleren Schwarzlautertal das kleinere Schlattstall.

### Nachbargemeinden
Angrenzende Gemeinden sind im Osten Wiesensteig (Landkreis Göppingen), im Süden Römerstein und Grabenstetten (beide Landkreis Reutlingen), im Westen Erkenbrechtsweiler, im Nordwesten Owen und im Norden Bissingen an der Teck und Neidlingen (alle Landkreis Esslingen).

### Gemeindegliederung

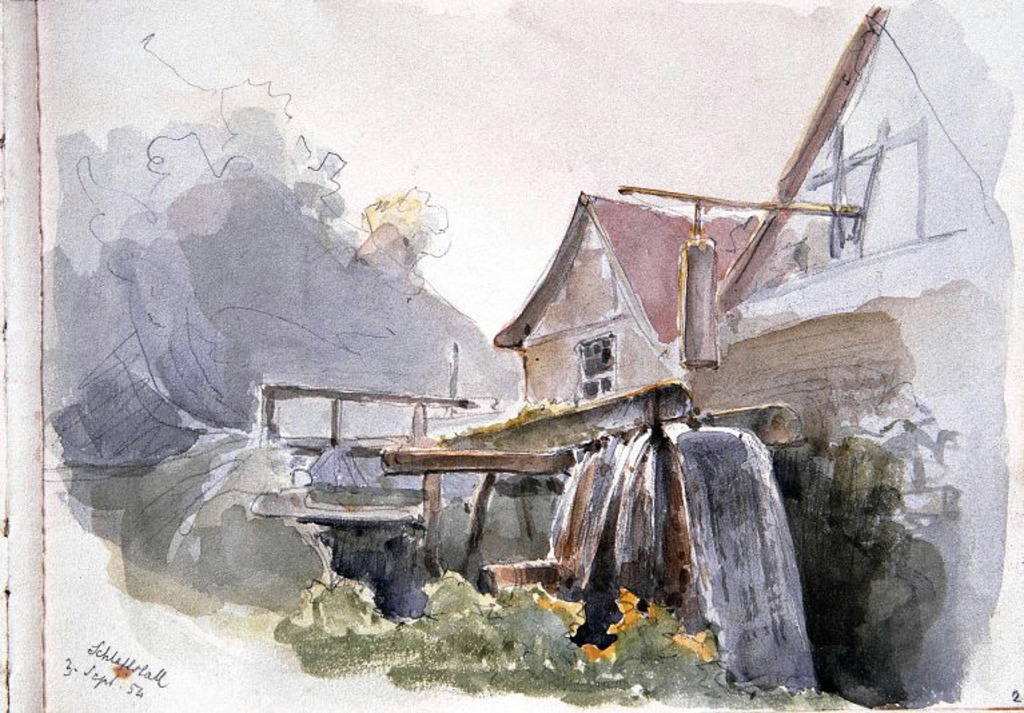
Mühle bei Schlattstall im Lautertal, Aquarell von General Eduard von Kallee, 1854

Lenningen besteht aus den sieben Ortsteilen Brucken, Unterlenningen, Oberlenningen, Hochwang, Schlattstall, Gutenberg und Schopfloch bzw. aus den fünf ehemals selbstständigen Gemeinden Gutenberg, Oberlenningen, Schlattstall, Schopfloch und Unterlenningen. Die offizielle Bezeichnung der Ortsteile ist identisch mit den Ortsteilnamen. Sie bilden Wohnbezirke im Sinne der baden-württembergischen Gemeindeordnung, zudem bilden die Ortsteile Gutenberg und Schopfloch Ortschaften im Sinne der baden-württembergischen Gemeindeordnung mit eigenem Ortschaftsrat und Ortsvorsteher. Zur ehemaligen Gemeinde Gutenberg gehören das Dorf Gutenberg und der Weiler Krebsstein sowie die abgegangenen Ortschaften Auf dem Heiligenberg, Sperberseck und Burg Wuelstein. Zur ehemaligen Gemeinde Oberlenningen gehören das Dorf Oberlenningen und der Gemeindeteil Hochwang sowie die abgegangene Burg Wielandstein. Zur ehemaligen Gemeinde Schlattstall das Dorf Schlattstall. Zur ehemaligen Gemeinde Schopfloch gehören das Dorf Schopfloch und die Häuser Harpprechthaus und Torfgrube. Zur ehemaligen Gemeinde Unterlenningen gehören das Dorf Unterlenningen, der Ort Brucken, die Burg Diepoldsburg und das Gehöft Engelhof sowie die abgegangene Burg Sulzburg.

### Flächenaufteilung
Nach Daten des Statistischen Landesamtes, Stand 2014.

## Geschichte

### Überblick

#### Von der Steinzeit zum Mittelalter
Die Gemarkung Lenningens war schon in der Steinzeit besiedelt, was durch Hinterlassenschaften anhand von Beilen und Tonscherben nachweisbar ist. Auch aus der Bronze-, Kelten- und Römerzeit gibt es zahlreiche Artefakte. Die heutige Bundesstraße 465 verläuft entlang der alten römischen Straße zwischen Köngen und Donnstetten. Seit 300 n. Chr. drangen die Alemannen ins römische Agri decumates ein und hinterließen auch auf der Gemarkung Lenningens mehrere Reihengräberfelder und Spuren von Eisenverhüttung. Während des Hochmittelalters lag das Gebiet im Herzogtum Schwaben und es sind zu jener Zeit die Siedlungskerne der heutigen Ursprungsgemeinden entstanden. Die Dörfer gerieten im 12. Jahrhundert unter die Herrschaft der Herzöge von Teck, welche sie im Jahre 1387 an die Grafen von Württemberg abtraten. Damit wurden die Dörfer ein Bestandteil Altwürttembergs und waren seither dem Amt in Kirchheim unterstellt.

#### Neuzeit
1534 befahl der evangelische Herzog Ulrich, dass ganz Württemberg und damit auch die Dörfer auf der Gemarkung Lenningens gemäß dem Prinzip „Cuius regio, eius religio“ von nun an evangelisch sein sollten. Bei der Umsetzung der neuen Verwaltungsgliederung im 1806 gegründeten Königreich Württemberg blieben die Dörfer dem Oberamt Kirchheim zugeordnet. Die Verwaltungsreform während der NS-Zeit in Württemberg führte 1938 zur Zugehörigkeit zum Landkreis Nürtingen. 1945 wurden die Ortschaften Teil der Amerikanischen Besatzungszone und gehörten somit zum neu gegründeten Land Württemberg-Baden, das 1952 im jetzigen Bundesland Baden-Württemberg aufging. Im Zuge der Kreisreform in Baden-Württemberg kamen die Gemeinden 1973 zum Landkreis Esslingen.
Die Gemeinde Lenningen ist am 1. Januar 1975 durch den Zusammenschluss der bis dahin selbständigen Gemeinden Gutenberg, Oberlenningen (mit Hochwang und Schlattstall), Schopfloch und Unterlenningen (mit Brucken) entstanden.

### Ortsteile

#### Brucken
Brucken wurde erstmals 1123 urkundlich erwähnt und 1939 nach Unterlenningen eingemeindet. Brucken hat 1043 Einwohner (Stand 30. Juni 2023).

#### Gutenberg

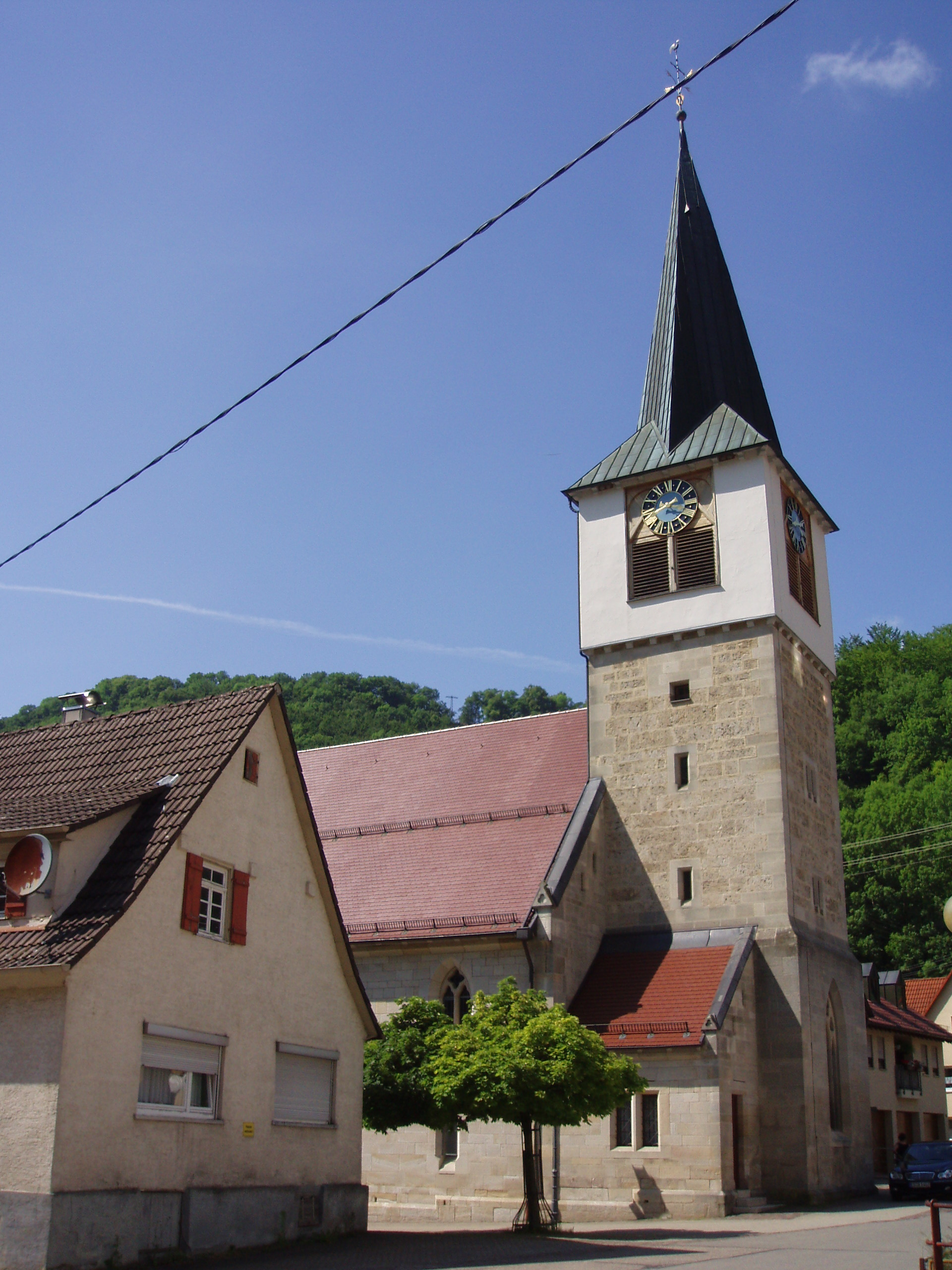
Ortskern von Gutenberg

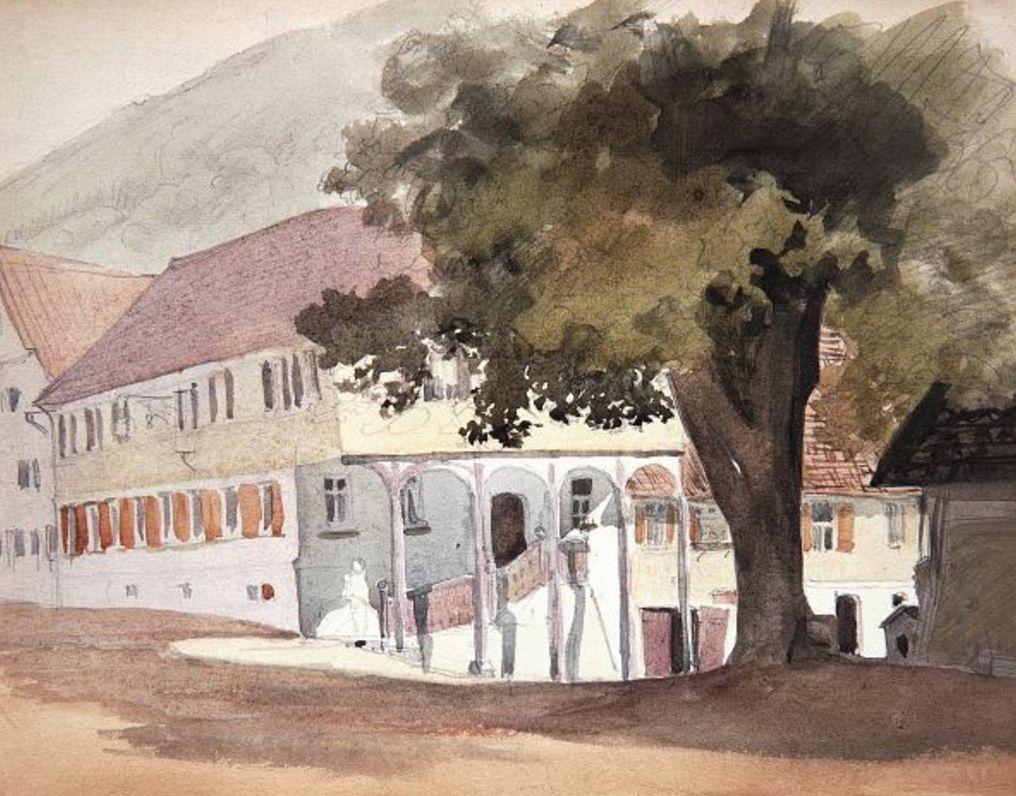
Gutenberg: Blick zum Gasthaus Löwen mit Baum. Lavierte Zeichnung von General Eduard von Kallee von 1870.

Von 1285 stammt die erste urkundliche Erwähnung Gutenbergs. 1360 erhielt es die Stadtrechte. Im 15. Jahrhundert wurde es – wie Oberlenningen – Sitz eines Stabs, zu dem auch Schopfloch gehörte. Der Dreißigjährige Krieg entvölkerte den Ort so sehr, dass er auch das Stadtrecht wieder verlor. Den Status des Stabsortes konnte Gutenberg aber halten. Die Pfarrkirche Sankt Nikolaus wurde ab 1865 erbaut und am 15. Juli 1866 eingeweiht. Die Kosten beliefen sich auf 20.000 Gulden und wurden zwischen Gutenberg, Krebsstein und Schlattstall geteilt.
Dreizehn Pfarrer leiteten die Gemeinde seit 1858.
Gutenberg hat heute 729 Einwohner (Stand 30. Juni 2023).
Das „Alte Pfarrhaus“ wurde 1784 von Kirchenrats-Baumeister Wilhelm Friedrich Goez aus Ludwigsburg erbaut und ist eine Gaststätte.

#### Hochwang
Um Wohnraum für Heimatvertriebene und Flüchtlinge zu schaffen, machte man sich Gedanken über den Bau einer Wohnsiedlung für diese Menschen. Auf der Albhochfläche wurde von der Gemeinde Erkenbrechtsweiler ein Grundstück erworben. 1952 wurde nit dem Wohnungsbau begonnen. Die Siedlung wurde durch eine neugebaute Straße (Hochwanger Steige) erschlossen.

#### Oberlenningen

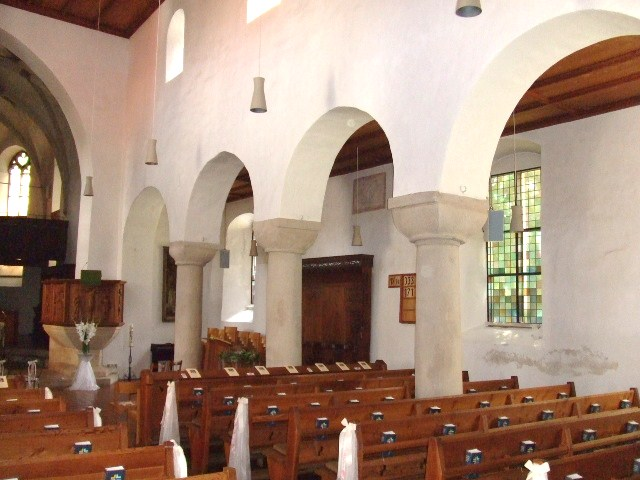
Martinskirche Oberlenningen

Um 1100 wurde Oberlenningen als Lenningen erstmals urkundlich erwähnt. Es unterstand den Herzögen von Teck, die es 1386 an Württemberg verloren. Oberlenningen war Sitz eines Stabs, der untersten Verwaltungsgliederung jener Zeit, der auch für Brucken, Schlattstall und Unterlenningen zuständig war.
Das Schlössle Oberlenningen war ein Adelssitz der Schilling von Cannstatt. Das sich auf einer Anhöhe oberhalb der Lauter und über den alten Ortskern erhebende Baudenkmal prägt wesentlich das Ortsbild von Oberlenningen. Oberlenningen hat 2681 Einwohner (Stand 30. Juni 2023)

#### Schlattstall
Die erste urkundliche Erwähnung Schlattstalls stammt von 1384. Es gehörte zum Oberlenninger Stab und wurde am 1. Januar 1971 nach Oberlenningen eingemeindet. In Schlattstall leben heute 168 Menschen (Stand 30. Juni 2023).

#### Schopfloch

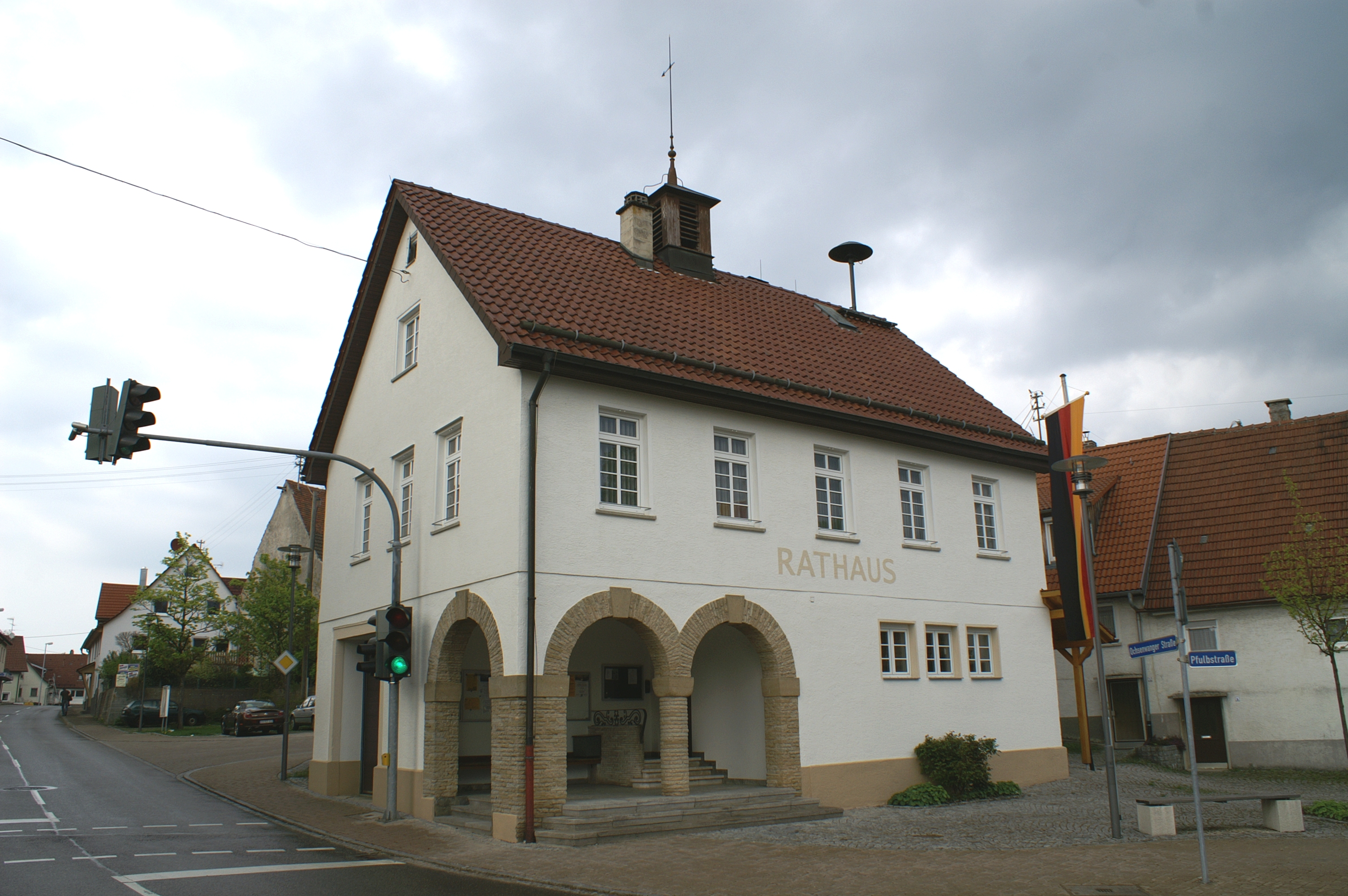
Rathaus in Schopfloch

1152 wurde Schopfloch urkundlich erwähnt. Es war bis zur Bildung der heutigen Gemeinde Lenningen stets eine eigenständige Gemeinde, gehörte aber seit dem 15. Jahrhundert zum Gutenberger Stab. Im Dreißigjährigen Krieg wurde der Ort so sehr zerstört, dass die Einwohnerzahl von 100 auf 40 zurückging. Heute hat Schopfloch 726 Einwohner (Stand 30. Juni 2023).

#### Unterlenningen
Unterlenningen bildete ursprünglich eine Einheit mit Oberlenningen. 1353 spaltete sich der Ort ab und wurde erst 1975 bei der Bildung der heutigen Gemeinde mit Oberlenningen wiedervereinigt. In Unterlenningen leben 2220 Menschen (Stand 30. Juni 2023).

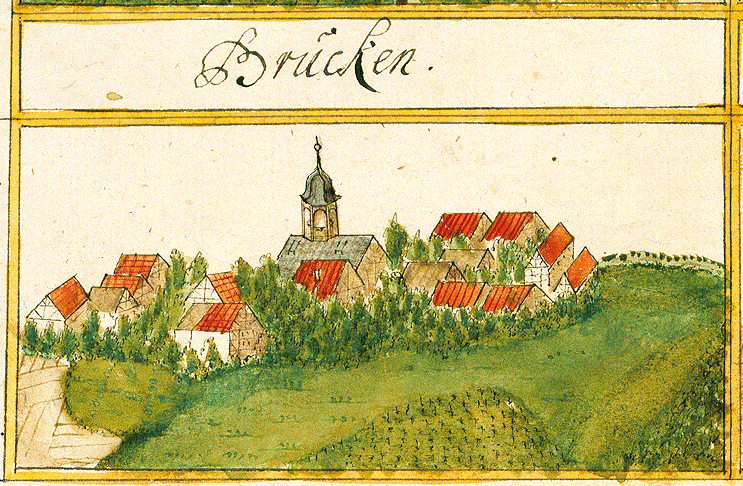
Brucken
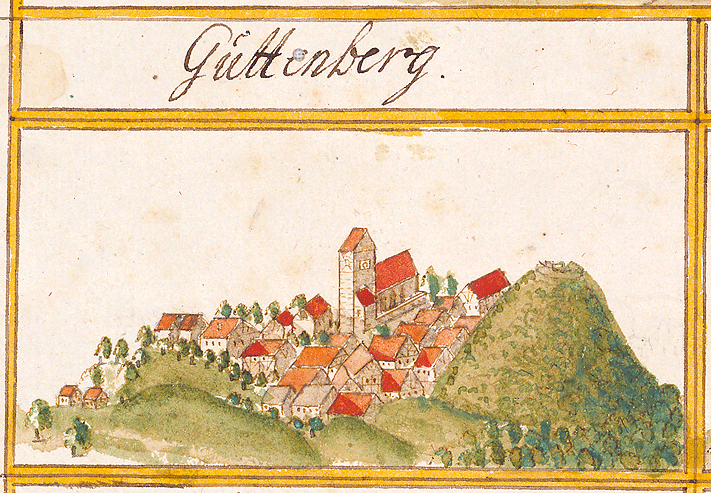
Gutenberg
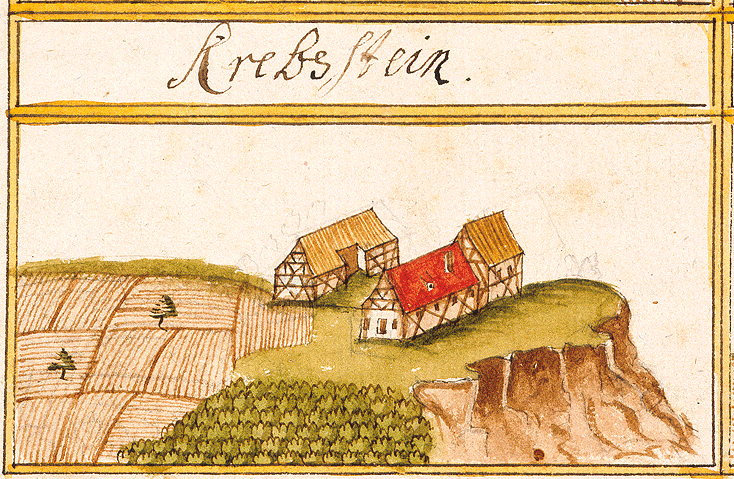
Krebsstein

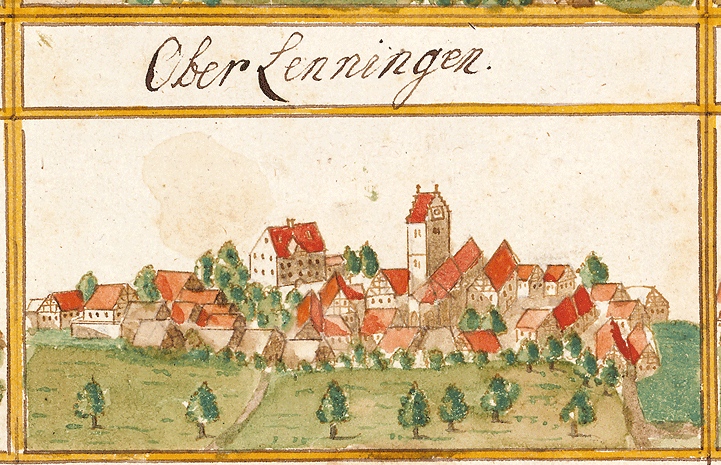
Oberlenningen
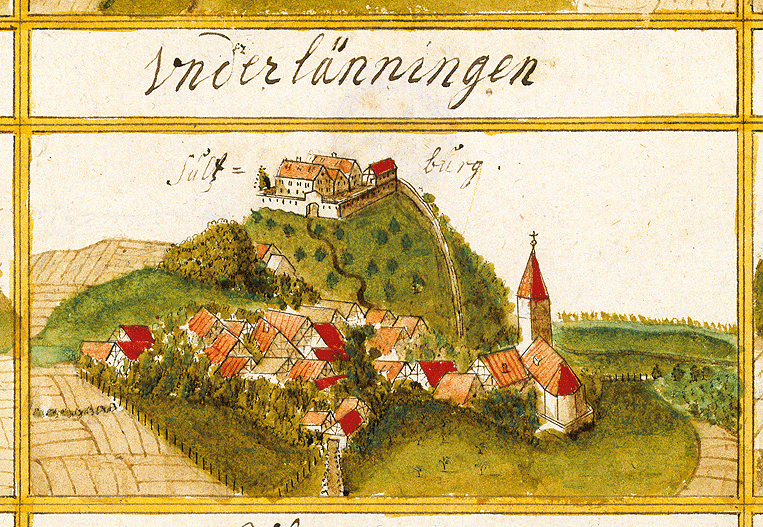
Unterlenningen
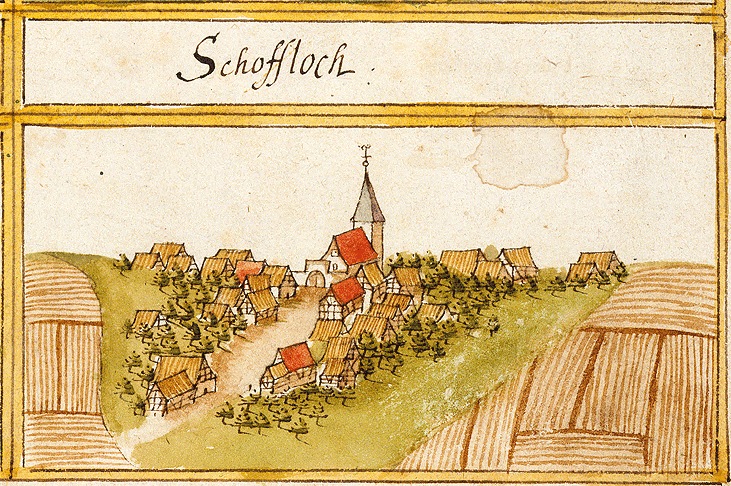
Schopfloch

### Religionen
Seit der Reformation sind die heutigen Lenninger Ortsteile evangelisch geprägt. Neben den Amtskirchen gibt es in Brucken auch eine Zweigstelle der Liebenzeller Gemeinschaft, die ebenfalls zur evangelischen Landeskirche gehört. In Oberlenningen besteht heute auch wieder eine römisch-katholische Gemeinde. Außerdem gibt es in Oberlenningen und Brucken jeweils eine neuapostolische Gemeinde.

### Einwohnerzahlentwicklung
| Jahr | Einwohner¹ |
| ---- | ---------- |
| 1871 | 3.294      |
| 1880 | 3.384      |
| 1890 | 3.264      |
| 1900 | 3.375      |
| 1910 | 3.722      |
| 1925 | 3.779      |
| 1933 | 4.077      |

| Jahr | Einwohner¹ |
| ---- | ---------- |
| 1939 | 4.255      |
| 1950 | 5.756      |
| 1961 | 6.860      |
| 1970 | 7.667      |
| 1975 | 7.775      |
| 1980 | 7.777      |
| 1985 | 7.710      |

| Jahr | Einwohner¹ |
| ---- | ---------- |
| 1990 | 8.721      |
| 1995 | 8.848      |
| 2000 | 8.679      |
| 2005 | 8.572      |
| 2010 | 8.177      |
| 2015 | 8.026      |
| 2020 | 8.246      |

¹ laut Statistischem Landesamt Baden-Württemberg; bis 1970 Volkszählungsergebnisse, ab 1975 Fortschreibungen jeweils zum 31. Dezember des Jahres.

## Politik

### Verwaltungsverband
Lenningen bildet mit Erkenbrechtsweiler und Owen den Gemeindeverwaltungsverband Lenningen.

### Gemeinderat
In Lenningen wird der Gemeinderat nach dem Verfahren der unechten Teilortswahl gewählt. Dabei kann sich die Zahl der Gemeinderäte durch Überhangmandate verändern. Der Gemeinderat in Lenningen besteht nach der letzten Wahl aus den gewählten 19 ehrenamtlichen Gemeinderäten (2019: 18) und dem Bürgermeister als Vorsitzendem. Der Bürgermeister ist im Gemeinderat stimmberechtigt.
Die Kommunalwahl am 9. Juni 2024 führte zu folgendem vorläufigen Endergebnis. 
| Parteien und Wählergemeinschaften | Parteien und Wählergemeinschaften       | % 2024  | Sitze 2024 | % 2019  | Sitze 2019 | Kommunalwahl 2024 %1009080706050403020100 90,57 %9,43 % BWVGrüneGewinne/Verlusteim Vergleich zu 2019 %p 16 14 12 10 8 6 4 2 0 −2 −4 −6 −8−10−12−14−16+14,60 %p−14,60 %pBWVGrüne |
| BWV                               | Bürgerliche Wählervereinigung Lenningen | 90,57   | 17         | 75,97   | 14         | Kommunalwahl 2024 %1009080706050403020100 90,57 %9,43 % BWVGrüneGewinne/Verlusteim Vergleich zu 2019 %p 16 14 12 10 8 6 4 2 0 −2 −4 −6 −8−10−12−14−16+14,60 %p−14,60 %pBWVGrüne |
| Grüne                             | Bündnis 90/Die Grünen                   | 9,43    | 2          | 24,03   | 4          | Kommunalwahl 2024 %1009080706050403020100 90,57 %9,43 % BWVGrüneGewinne/Verlusteim Vergleich zu 2019 %p 16 14 12 10 8 6 4 2 0 −2 −4 −6 −8−10−12−14−16+14,60 %p−14,60 %pBWVGrüne |
| gesamt                            | gesamt                                  | 100,0   | 19         | 100,0   | 18         | Kommunalwahl 2024 %1009080706050403020100 90,57 %9,43 % BWVGrüneGewinne/Verlusteim Vergleich zu 2019 %p 16 14 12 10 8 6 4 2 0 −2 −4 −6 −8−10−12−14−16+14,60 %p−14,60 %pBWVGrüne |
| Wahlbeteiligung                   | Wahlbeteiligung                         | 65,05 % | 65,05 %    | 60,95 % | 60,95 %    | Kommunalwahl 2024 %1009080706050403020100 90,57 %9,43 % BWVGrüneGewinne/Verlusteim Vergleich zu 2019 %p 16 14 12 10 8 6 4 2 0 −2 −4 −6 −8−10−12−14−16+14,60 %p−14,60 %pBWVGrüne |

### Bürgermeister
Bürgermeister ist seit 1999 Michael Schlecht. Er wurde 2007, 2015 und 2023 wiedergewählt.

### Wappen
Blasonierung: „In Blau über von Schwarz und Gold schräg gerautetem Schildfuß ein in Form einer Acht geschlungener silberner Lindenzweig mit beiderseits je drei silbernen Blättern.“
Das Lenninger Gemeindewappen wurde nach dem Gemeindezusammenschluss 1975 entworfen. Die Flaggenfarben sind Gelb-Blau. Die teckschen Rauten (Wecken) im Schildfuß erinnern an die gemeinsamen historischen Beziehungen der Teilorte zu den Herzögen von Teck. Der Lindenzweig ist von den Linden in den früheren Wappen von Gutenberg und Unterlenningen abgeleitet, dessen verschlungene Form die Zusammengehörigkeit der Teilorte symbolisiert.

### Partnerschaften
Seit 1988 unterhält Lenningen partnerschaftliche Beziehungen zu Pouilly-en-Auxois in der Region Burgund in Frankreich.

## Wirtschaft und Infrastruktur

### Verkehr

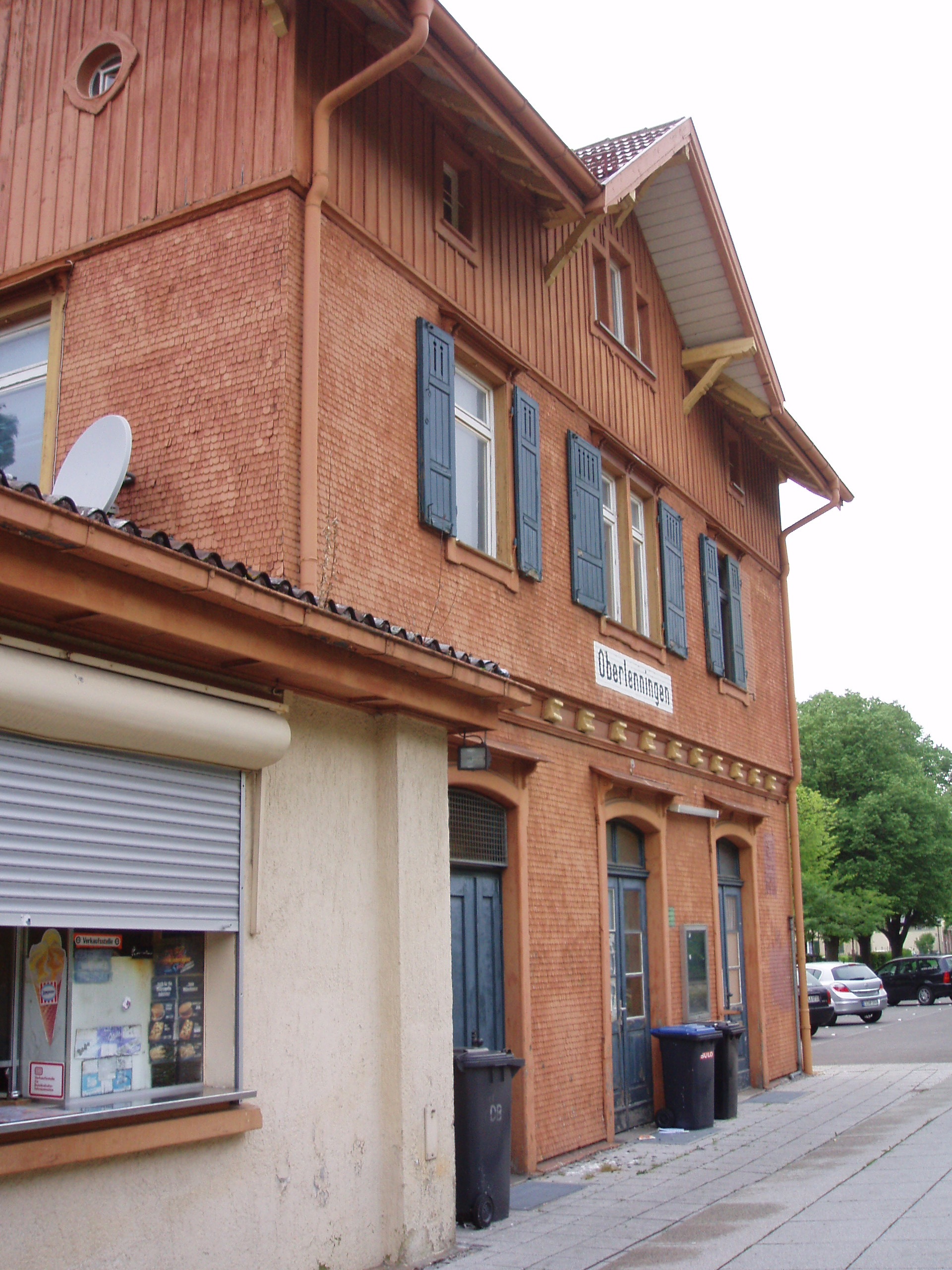
Bahnhof Oberlenningen

Im Ortsteil Oberlenningen endet die Teckbahn von Wendlingen am Neckar über Kirchheim (Teck). Die Königlich Württembergischen Staats-Eisenbahnen erbauten die Bahnhofsgebäude von Unter- und Oberlenningen 1899 als Einheitsbahnhöfe vom Typ IIa, respektive IIIa. Heute halten die stündlichen Regionalbahnen von DB Regio im Gemeindegebiet an drei Bahnhöfen: Oberlenningen, Unterlenningen und Brucken.
Parallel zur Teckbahn verläuft in Lenningen die Bundesstraße 465 Biberach–Kirchheim. Über sie erreicht man die etwa acht Kilometer nördlich gelegene Anschlussstelle Kirchheim (Teck)-Ost der Bundesautobahn 8 Stuttgart–München.

### Ansässige Unternehmen

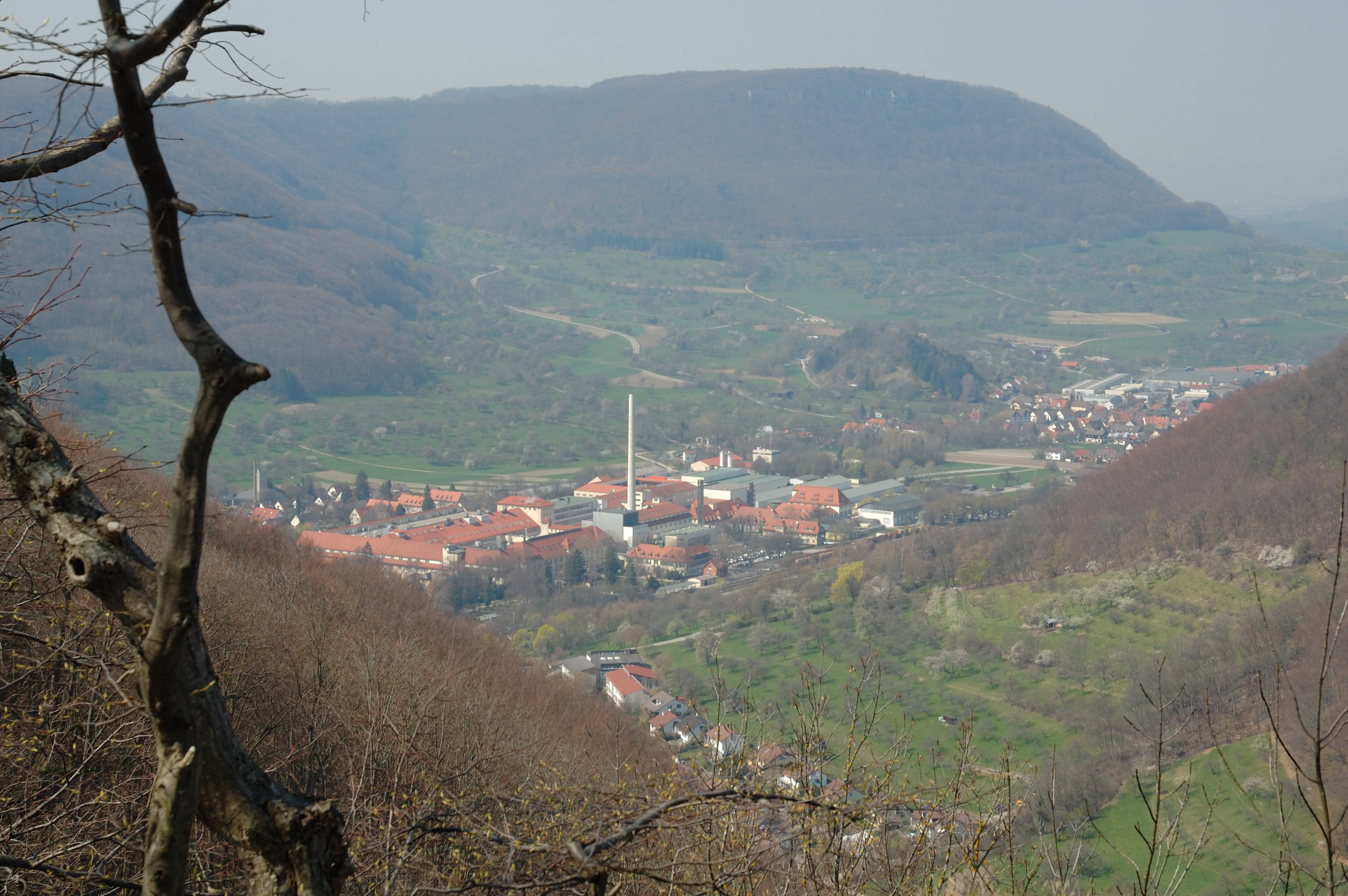
Blick vom Wielandstein auf Oberlenningen mit der Papierfabrik Scheufelen

Der größte Arbeitgeber war lange Zeit die überregional bekannte Papierfabrik Scheufelen, die 1855 aus der 1773 gegründeten Papiermühle hervorging. Diese meldete im Mai 2019 Insolvenz an, wodurch die zuletzt verblieben 75 Arbeitsplätze vollständig verloren gingen, nachdem zuvor in mehreren Wellen der Arbeitnehmerbestand deutlich reduziert wurde.

### Bildung
Im Karl-Erhard-Scheufelen-Schulzentrum Oberlenningen gibt es eine Hauptschule, eine Realschule und eine Förderschule. Außerdem gibt es in Gutenberg, Oberlenningen, Schopfloch und Unterlenningen (mit Zweigstelle in Brucken) je eine Grundschule. Die Grundschulkinder aus Schlattstall besuchen die Oberlenninger Schule, während die Kinder aus Hochwang wegen der Nähe zum Nachbarort nach Erkenbrechtsweiler gehen. Zusätzlich gibt es auch noch acht Kindergärten mit insgesamt 14 Gruppen in Lenningen.

## Kultur und Sehenswürdigkeiten

### Museen
In Lenningen gibt es ein Museum für Papier- und Buchkunst. Es befindet sich im Ortsteil Oberlenningen im Gebäude eines ehemaligen Adelssitzes, der Schlössle genannt wird. In diesem Gebäude befindet sich auch die Gemeindebücherei der Gemeinde Lenningen mit 20.000 Medien (Stand 2021).

### Bauwerke
Die Ruine Sulzburg erhebt sich oberhalb von Unterlenningen über das Lauter-Tal. Auf einer Felsnadel des Wielandsteins liegt die Ruine Wielandstein.

### Naturdenkmäler
Auf der Gemarkung der Gemeinde Lenningen gibt es acht Einzel- und 21 flächenhafte Naturdenkmale.
Bei Schopfloch steht das Naturschutzzentrum Schopflocher Alb, am Rande eines flächenhaften Naturdenkmals, des aufgelassenen Juramarmor-Steinbruchs der Firma Lauster.
Nahe der Grenze zur Nachbargemeinde Grabenstetten befindet sich eine eingestürzte Höhle, das Kesselfinkenloch sowie der Konradfels, ein tertiärer Vulkanschlot aus dem Urach-Kirchheimer Vulkangebiet.
Im Ortsteil Gutenberg gibt es die Gußmannshöhle und die Gutenberger Höhle (beide seit September 2016 als Geopoints des UNESCO Geoparks Schwäbische Alb ausgezeichnet), im Ortsteil Schopfloch das Schopflocher Torfmoor. Oberhalb der Ortschaft liegt die Wolfsschluchthöhle, etwa auf halbem Wege zwischen Gußmannshöhle und Gutenberger Höhle.

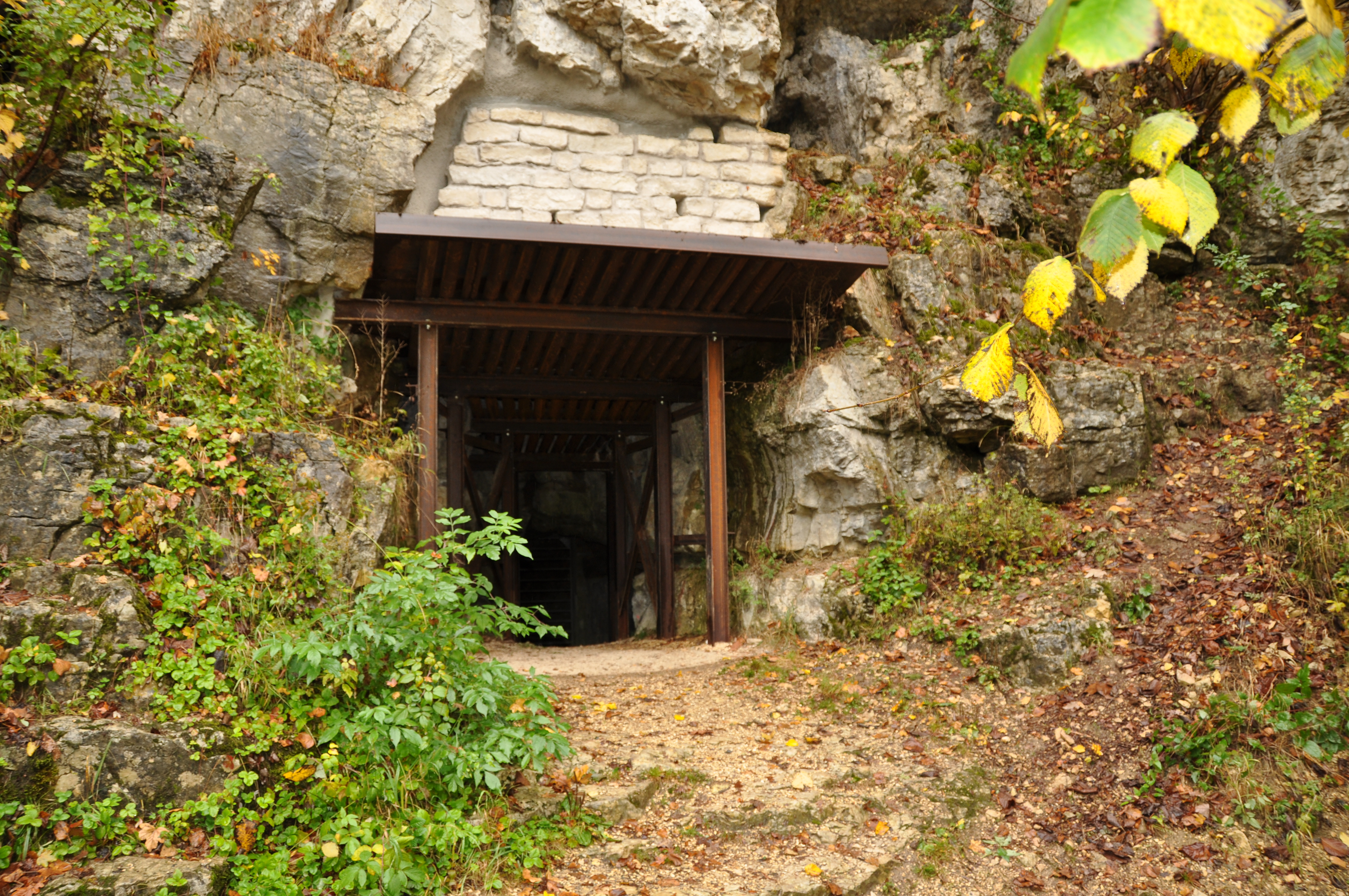
Eingang zur Gußmannshöhle
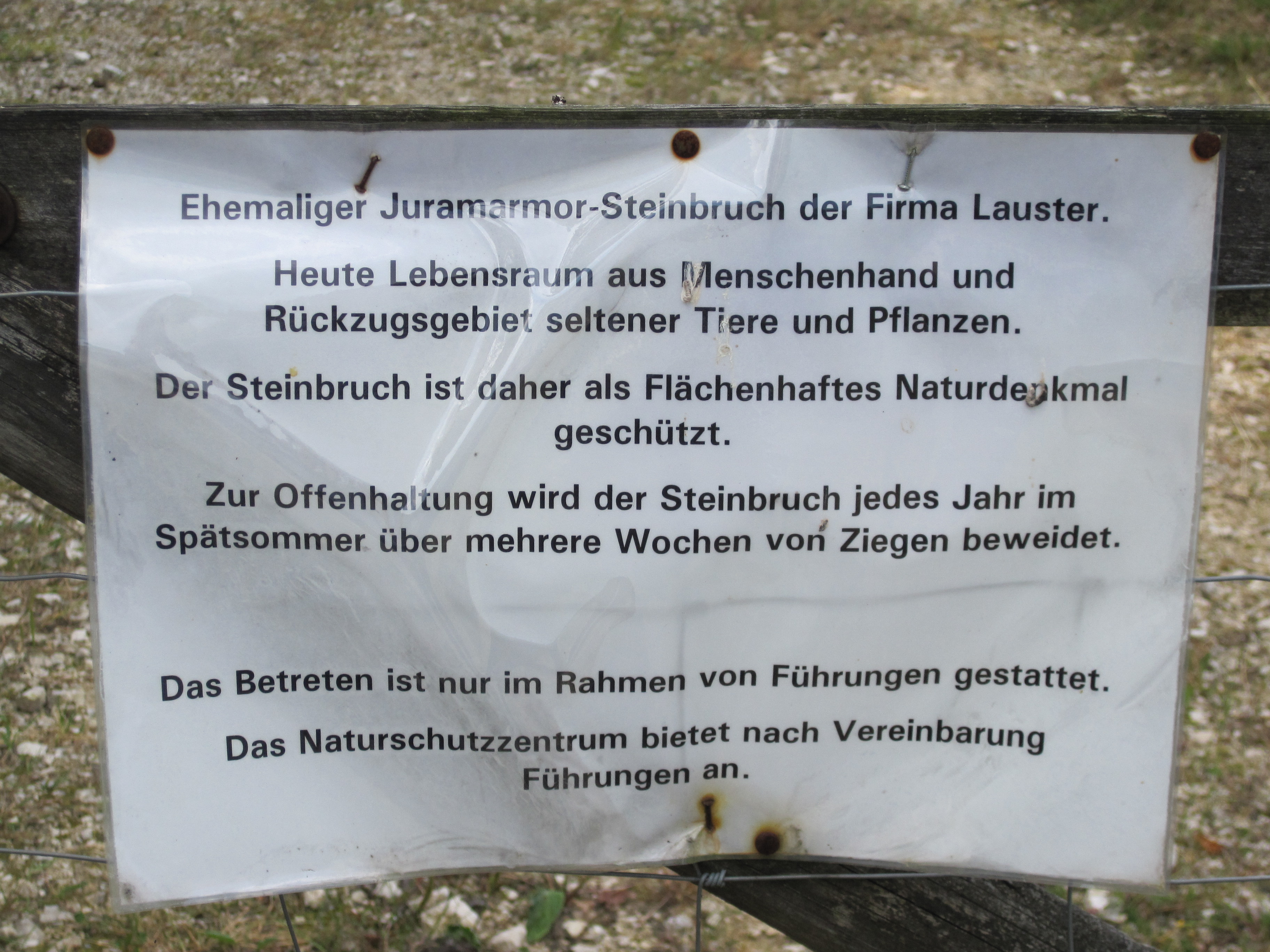
Juramarmor-Steinbruch
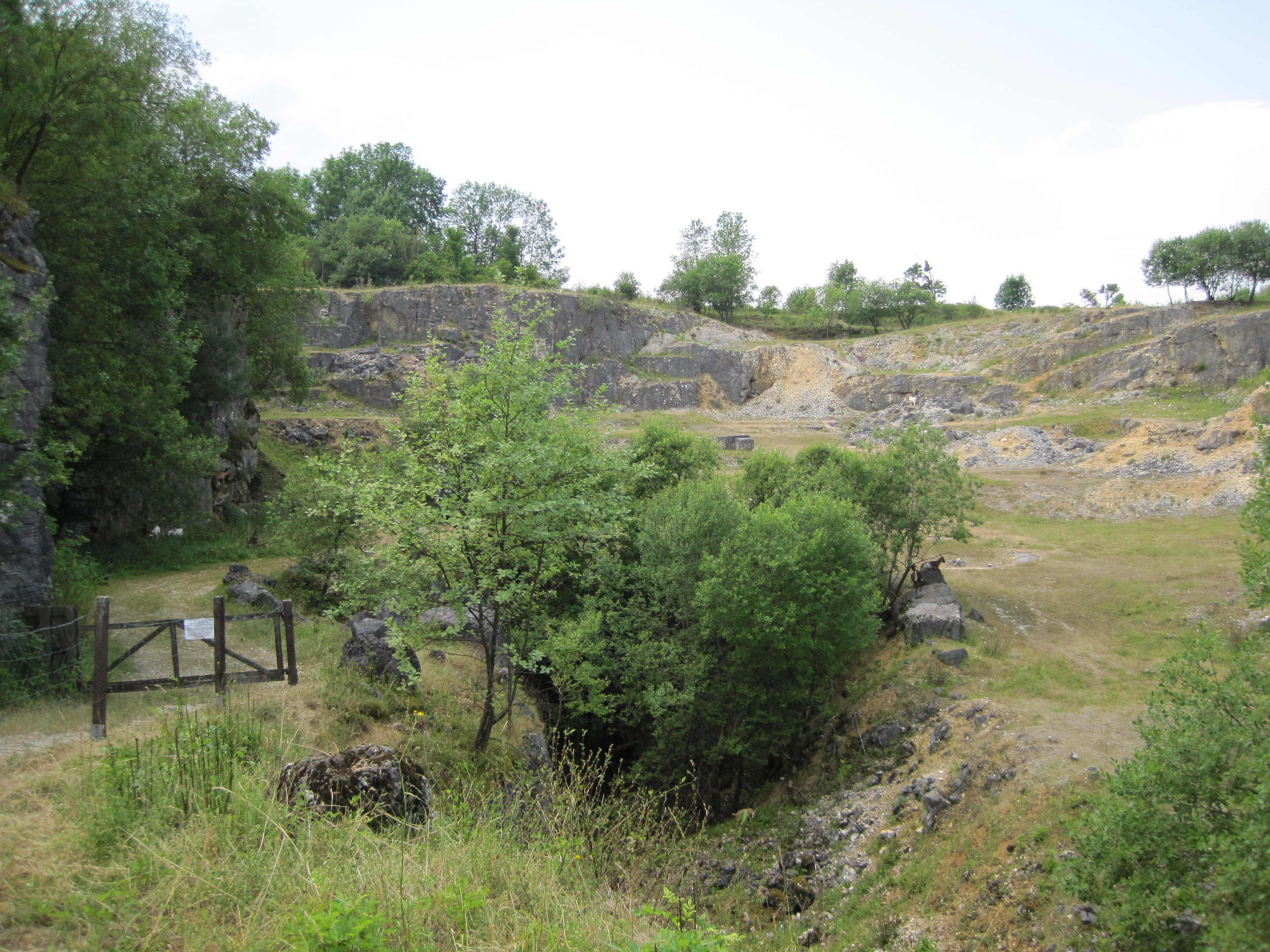
Beweidung durch Ziegen

### Sport
Die wichtigsten Sportvereine sind der TSV Oberlenningen, der TV Unterlenningen, der TV Gutenberg und der TSV Schopfloch. Überregional bekannt ist die HSG Owen-Lenningen, die im Handball derzeit in der Landesliga spielt.
Wintersport kann im Skizentrum Pfulb auf Gemarkung Schopfloch betrieben werden, wo sich drei Skilifte befinden.
Das Lenninger Tal bietet vorzügliche Sportklettermöglichkeiten und gehört zu den interessanten Klettergebieten der Schwäbischen Alb. Zahlreiche Routen sind an den umliegenden Kalkfelsen in fast allen Schwierigkeitsgraden eingerichtet. In zahlreichen Veröffentlichungen sind diese Routen und die dazu freigegebenen Felsen beschrieben. Naturschutzbestimmungen beschränken den Kletterbetrieb auf bestimmte Monate im Jahr.
Lenningen liegt unterhalb des Albsteigs (auch Schwäbische-Alb-Nordrand-Weg oder HW1), einem der beliebtesten Fernwanderwege Deutschlands, der entlang des Albtraufs von Donauwörth bis Tuttlingen verläuft, sowie des Alb-Crossings, einem Fernradweg geeignet für Mountainbiker oder Gravel-Biker, der in sechs Etappen von Aalen bis nach Tuttlingen führt.

## Persönlichkeiten

### Söhne und Töchter der Gemeinde
- Adolf Scheufelen (1864–1941), Ingenieur und Unternehmer
- Lotte Lesehr-Schneider (1908–2003), Malerin, Grafikerin und Bildhauerin
- Karl-Erhard Scheufelen (1903–1992), Unternehmer
- Klaus-Heinrich Scheufelen (1913–2008), Ingenieur, Unternehmer und Politiker

### Persönlichkeiten, die vor Ort wirken oder gewirkt haben
- Albrecht Weyermann (1763–1832), Geistlicher und Literaturhistoriker, Pfarrer von Gutenberg
- Karl Scheufelen (1823–1902), Gründer der Papierfabrik Scheufelen
- Julius von Jan (1897–1964), Pfarrer und Widerstandskämpfer gegen den Nationalsozialismus, wurde 1935 Pfarrer in Oberlenningen
- Willy Schneider (1907–1983), Komponist, Musikpädagoge und Dirigent
- Linn Kazmaier (* 2006), Olympiasiegerin Para-Ski-nordisch, wuchs in Lenningen auf und wohnt dort